# Ludwig Ernst von Preuß
Hans Ludwig Ernst von Preuß (* 9. Juli 1724; † nach 1780) war ein preußischer Major.

## Leben

### Herkunft
Hans Ludwig Ernst war Angehöriger des pommerschen Adelsgeschlechts von Preuß zu Zülzefitz, Aftervasallen der von Borcke. Seine Eltern waren der preußische Hauptmann und Herr auf Heydebreck Joachim Valentin von Preuß und Elisabeth von Steinbach aus dem Hause Pegelow.

### Werdegang
Preuß begann seine Laufbahn 1738 als Kadett in Berlin und wurde 1742 Fahnenjunker bei der Garde zu Fuß. Ab 1743 stand er als Fähnrich im Regiment „Markgraf Heinrich“. Er avancierte 1746 zum Sekondeleutnant, 1755 zum Premierleutnant und 1759 erst zum Stabskapitän, dann zum wirklichen Kapitän. 
Preuß nahm am Zweiten Schlesischen Krieg und am Siebenjährigen Krieg teil. Vor Prag wurde er verwundet und bei Liegnitz konnte er sich derart hervortun, dass ihm der König 500 Taler schenkte. Er nahm weiterhin an der Schlacht bei Torgau und den Belagerungen von Dresden und Ölmütz teil.
Am 6. Juli 1773 erhielt Preuß seine Beförderung zum Major und wurde Kommandeur eines Grenadierbataillons, welches aus je zwei Kompanien der Regimenter Nr. 33 und Nr. 42 zusammengesetzt war. Als solcher nahm er operativ am Bayerischen Erbfolgekrieg teil. Am 3. März 1779 wurde er für seinen Einsatz bei der „Affäre von Neustadt“ mit dem Orden Pour le Mérite ausgezeichnet.
Im August 1780 erhielt er seinen Abschied mit 200 Talern Pension.
Heydebreck, das er gemeinsam mit seinem Bruder Carl Friedrich vom Vater geerbt hatte, veräußerte er nach Vergleich mit seinen Schwestern 1777 an den Kammerherrn Friedrich Wilhelm von der Osten.

### Familie
Ludwig Ernst von Preuß vermählte sich 1763 mit Helena Amalie von Wedel aus dem Hause Pegelow.